# گراند-ریوییر، کبک
گراند-ریوییر (به فرانسوی: Grande-Rivière) شهرکی در منطقه شهری لو روشه-پرسه ناحیه گاسپزی-ایل-دو-لا-مادلن در استان کبک کانادا است. در سرشماری سال ۲۰۱۱ این شهرک ۳٬۴۸۶ نفر جمعیت داشته‌است و مساحت آن ۸۷٫۱۵ کیلومتر مربع است.